# Yinka Dare
Yinka Dare (* 10. Oktober 1972 in Kano, Nigeria; † 9. Januar 2004 in Englewood, New Jersey) war ein nigerianischer Basketballspieler der New Jersey Nets und der Orlando Magic in der National Basketball Association. Der 2,17 Meter große Dare spielte die Position des Center.

## Karriere
Dare wurde in Nigeria von einem Anwalt namens Lloyd Ukwu entdeckt, der ihn auf seine Körpergröße ansprach und für Basketball begeisterte. Dare schaffte den Sprung in das College-Programm der Vereinigten Staaten und wurde bei der George Washington University in Connecticut zu einem guten Spieler, der für 22 Punkte und 10 Rebounds pro Spiel gut war. Im NBA-Draft 1994 wurde er von den New Jersey Nets an 14. Stelle gezogen, konnte aber seinen Vorschusslorbeeren nie gerecht werden.
Von Anfang an stand Dares NBA-Karriere unter keinem guten Stern. Nach drei Minuten Spielzeit riss er sich die Achillessehne und war somit für den Rest der Saison eliminiert. In der folgenden NBA-Saison 1995/6 stellte er einen Negativrekord auf, als er in 58 Spielen mit 626 Minuten Spielzeit nicht schaffte, auch nur einen Assist (Vorlage) zu spielen, und sich stattdessen 72 Turnover (Ballverluste) leistete. Dies brachte ihm den wenig schmeichelhaften Spitznamen „Das Schwarze Loch“ ein. Es ging sogar so weit, dass Dare zur Kultfigur der damals chronisch erfolglosen Nets wurde. Jedes Mal, wenn Dare (meist am Ende eines schon gewonnenen Spiels) auf das Parkett kam, gaben ihm die wohlmeinenden Mitspieler den Ball, damit er endlich seinen ersten Assist spielen könnte, und Fans feierten ihn mit „Yinka! Yinka!“-Sprechchören, was Dare sichtlich peinlich war.
Erst in der folgenden Saison schaffte Dare nach 770 Karriere-Minuten seinen ersten von insgesamt 4 Assists: diese Durststrecke ist immer noch NBA-Rekord. Ebenfalls bedeuten seine 4 Assists und seine insgesamt 96 Turnover eine der schlechtesten „Assist-to-Turnover Ratio“ (Verhältnis von Vorlagen zu Ballverlusten, ein NBA-Maß für Spielstärke) aller Zeiten.
Es war klar, dass der physisch starke, aber an mangelnder Spielübersicht leidende Dare überfordert war in der NBA zu spielen. Die Nets transferierten Dare 1998 zu den Orlando Magic, wo er zwei Saisons verbrachte, ohne jemals wieder zu spielen. Dare spielte noch in den niederklassigen Ligen CBA und der USBL, bis er seine Karriere 2003 beendete. Er verdiente gut 8,7 Millionen US-Dollar in seiner Laufbahn.
Dare starb am 9. Januar 2004 im Alter von 31 Jahren an einem Herzinfarkt.